# Luigi Fagioli
Luigi Fagioli, född 9 juni 1898 i Osimo,  död 20 juni 1952 i Monaco, var en italiensk racerförare.

## Racingkarriär
Fagioli tävlade i formel 1 för Alfa Romeo i början av 1950-talet. Han kom som bäst trea i formel 1-VM 1950. Han vann ett lopp tillsammans med argentinaren Juan Manuel Fangio, vilket var Frankrikes Grand Prix 1951. Fagioli omkom i en sportvagnskrasch i Monaco 1952.

## F1-karriär
| Säsong                | Stall/Tillverkare     | Placering             | Lopp | Poäng | Etta | Tvåa | Trea | Pole | Varv |
| --------------------- | --------------------- | --------------------- | ---- | ----- | ---- | ---- | ---- | ---- | ---- |
| 1950                  | Alfa Romeo            | 3                     | 6    | 24    |      | 4    | 1    |      |      |
| 1951                  | Alfa Romeo            | 11                    | 1    | 4     | 1    |      |      |      |      |
| Sammanlagt 2 säsonger | Sammanlagt 2 säsonger | Sammanlagt 2 säsonger | 7    | 28    | 1    | 4    | 1    | 0    | 0    |

| 1. Frankrike 1951                                                        | \| 1. Storbritannien 1950 2. Schweiz 1950 3. Belgien 1950 4. Frankrike 1950 \| | 1. Italien 1950 |
|                                                                          |                                                                                |                 |
| 1. Storbritannien 1950 2. Schweiz 1950 3. Belgien 1950 4. Frankrike 1950 |                                                                                |                 |